# Låstrup
Låstrup is een plaats in de Deense regio Midden-Jutland, gemeente Viborg. De plaats telt 203 inwoners (2008).